# Lauren Macuga
Lauren Macuga (Troy, 4 de julio de 2002) es una deportista estadounidense que compite en esquí alpino.
Ganó una medalla de bronce en el Campeonato Mundial de Esquí Alpino de 2025, en la prueba de supergigante. En la Copa del Mundo consiguió una victoria y dos podios en total.

## Palmarés internacional
| Campeonato Mundial | Campeonato Mundial | Campeonato Mundial | Campeonato Mundial |
| Año                | Lugar              | Medalla            | Prueba             |
| ------------------ | ------------------ | ------------------ | ------------------ |
| 2025               | Saalbach (Austria) | Medalla de bronce  | Supergigante       |